# Amaro (bevanda)

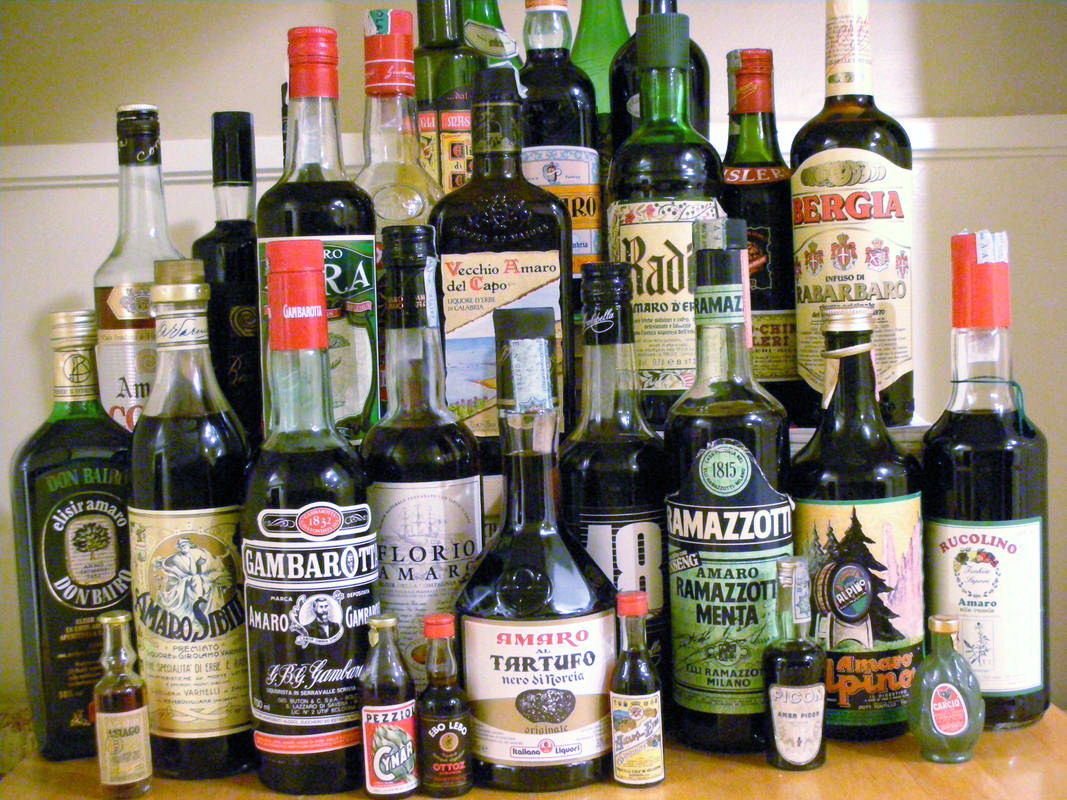
Bottiglie di amari

Un amaro, o bitter (parola olandese che significa appunto "amaro"), è una bevanda spiritosa dal gusto prevalentemente amaro, ottenuta da varie droghe vegetali, e usata, per le sue proprietà eupeptiche, come aperitivo o anche, se più ricca di alcol, come digestivo.

## Legislazione europea
Nell'Unione europea, gli amari sono definiti nel Regolamento CE N° 110/2008 come "bevande spiritose di gusto amaro" o "bitter".
Devono essere ottenuti mediante aromatizzazione di alcol etilico di origine agricola con Aroma naturale e/o identiche a quelle naturali; il titolo alcolometrico volumico minimo degli amari è di 15 % vol.

## Produzione
L’Italia può essere ritenuta il paese con il maggior numero di amari. Da nord a sud, infatti, praticamente ogni regione ha un amaro o anche più di uno. I fattori climatici e morfologici del Bel Paese hanno permesso lo sviluppo di una delle flore più variegate del mondo in un territorio estremamente ristretto.
Le piante (o anche botaniche o, meglio, gli officinali) che si usano nella produzione di amari sono numerose e diversissime tra di loro. Qui abbiamo indicato una lista di alcune delle principali:
- Piante amare: centaurea, aloe, china, rabarbaro.
- Piante aromatiche: timo, rosmarino, maggiorana, anice stellato, chiodi di garofano, cardamomo, fava tonka, noce moscata e altre.
- Altre piante: achillea, arancio (sia amaro che dolce), ginepro, fiori di sambuco, carciofo, genziana, zafferano, salvia, e altre.

Così come le piante, anche i metodi di produzione per questo tipo di liquore sono svariati: distillazione, infusione, decozione, percolazione, digestione e macerazione, il metodo più utilizzato in assoluto. La macerazione avviene a freddo (massimo 35 °C).
Le piante aromatiche scelte vengono preparate nel cosiddetto taglio tisana, inserite all’interno di una vasca contenente acqua e alcool (libere o contenute in una garza) e quindi lasciate a riposo per un tempo che varia a seconda della botanica. Risulta importante rimescolare le erbe all’interno della vasca regolarmente, così da ottenere un macerato migliore.
Dal momento che la stagionalità delle piante spesso rende i processi di produzione per gli amari troppo lunghi, oggi vengono spesso usate delle tinture a sostituzione. In questo modo si riesce a garantire la costanza qualitativa in produzione.
Lo scrittore e giornalista Paolo Monelli definisce l'amaro come «vermut senza vino». Infatti mentre il vermouth è vino aromatizzato, l'amaro è una bevanda spiritosa aromatizzata, impreziosita dalla componente vegetale e dalle erbe medicinali. Le due fasi fondamentali per la preparazione dell'amaro, sono quelle dell'infusione e della distillazione. Le erbe e le radici infuse subiscono un certo dosaggio e vengono mescolate, quindi macinate, polverizzate, immerse in una soluzione idroalcolica e lasciate macerare per un periodo lungo vari mesi. Il preparato viene infine fatto decantare per acquistare limpidezza e quindi unito al liquido proveniente dalla distillazione, pronto a fare un percorso di preparazione in comune.
Rientrano nella categoria degli amari alcuni distillati alle erbe come gli amari centerbe. Tra le marche più prestigiose di amari conosciuti e bevuti in tutti e cinque i continenti sono da annoverare: il Petrus Boonekamp dai Paesi Bassi cioè l'amaro più antico del mondo (creato nel 1777 a Leidshendam), lo Jägermeister dalla Germania, l'Unicum dall'Ungheria, e dall'Italia in modo particolare alcuni storici prodotti come il Fernet Branca, il Ferro-china inventato da Bisleri, oltre ai concomitanti e più esportati nazionali, ossia gli amari Ramazzotti, Averna, Montenegro, Amaro San Simone, Amaro Braulio, Amaro Lucano, Amaro Radis della Stock.
Non si deve confondere l'amaro con l'amaretto che è un liquore né, in generale, con un aperitivo o un digestivo dal gusto amarognolo a meno che la bevanda alcolica specifica sia anche un amaro dal punto di vista legale (vedi nota).